# Symmocoides
Symmocoides é um gênero de traça pertencente à família Autostichidae.

## Espécies
- Symmocoides don (Gozmány, 1963)
- Symmocoides ferreirae Gozmány, 2000
- Symmocoides gozmanyi (Amsel, 1959)
- Symmocoides marthae (Gozmány, 1957)
- Symmocoides margaritis Gozmány, 2008
- Symmocoides oxybiella (Millière, 1872)